# Alfa Romeo 164
De Alfa Romeo 164 was een sedan van het Italiaanse automerk Alfa Romeo. De 164 volgde in 1987 de Alfa Romeo 90 op en was samen met Saab, Fiat en Lancia ontwikkeld in het Tipo 4-project.
Begin jaren tachtig begonnen Saab en Lancia gezamenlijk met de ontwikkeling van een grote middenklasser. Fiat, dat eigenaar van Lancia was, besloot kort hierop eveneens deel te nemen. Het destijds nog zelfstandige Alfa Romeo besloot om kosten te besparen eveneens mee te doen. Omdat de andere drie deelnemers voor voorwielaandrijving kozen moest ook Alfa Romeo deze weg inslaan. De beslissing om een grote middenklasser met voorwielaandrijving te bouwen was dus al door Alfa Romeo genomen voor het bedrijf in 1986 werd overgenomen door Fiat.
In 1984 verschenen de Saab 9000 en de Lancia Thema op de markt; een jaar later gevolgd door de Fiat Croma. De Alfa Romeo 164 kwam pas in 1987. Het design van de Alfa was totaal verschillend van de andere drie en was van Pininfarina. Het ontwerp van de 164 stond ook meteen model voor de komende generatie Alfa's. De platte, rode achterlichten, de grille die in V-vorm in de motorkap doorloopt en de vouw over de zijkant keerden terug op de meeste Alfa's die de komende tien jaar op de markt zouden verschijnen. Opvallend is wel dat de 164 veel gemeen heeft met de Peugeots 405 en 605; ontwerpen van Pininfarina uit dezelfde periode.
De motoren kwamen ook van Alfa Romeo zelf. Als lichtste versie werd de 1962 cc Twin Spark motor met 148 pk uit de Alfa Romeo 75 geleverd, die de 164 een topsnelheid bezorgde van 212 km/u en een 0-100 km/u spurt van 9,5 seconden. Ook de 192 pk sterke 2959 cc V6-motor werd overgenomen van de Alfa 75 en deze zorgde voor een top van 235 km/u en een 0-100 km/u tijd van 7,6 seconden. Op basis van een Lancia-motor werd nog een 1995cc-motor ontwikkeld die met turbo voor een maximaal vermogen van 175 pk zorgde. De dieselmotor werd een 2,5 liter turbodiesel van 117 pk. Even later werd de Quadrifoglio 4 toegevoegd aan het gamma met een 232 pk sterke 3.0 V6 24v en vierwielaandrijving.
In 1994 kreeg de 164 een kleine facelift. Alle versies kregen nu de toevoeging Super. De 164 werd in 1998 opgevolgd door de Alfa Romeo 166.

## Alfa Romeo 164 Q4

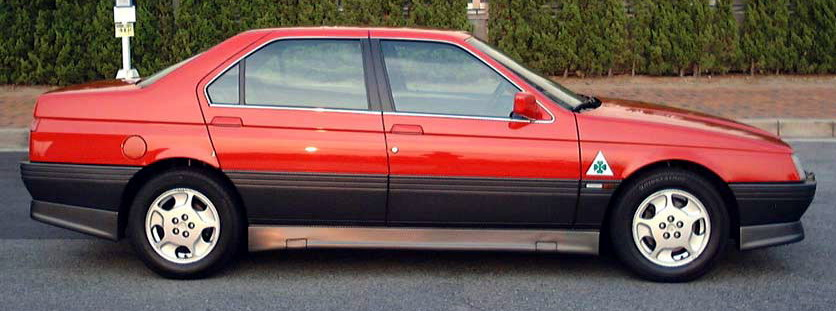
Alfa Romeo 164 Qv

In 1993 introduceerde Alfa Romeo de vierwielaangedreven variant genaamd Q4 (afkorting voor Quadrifoglio 4), deze werd uitgerust met een nog sterkere uitvoering van het 3.0 V6 24-klepper motorblok (232 pk).
Het Q4 vierwielaandrijving systeem (Viscomatic) werd samen met het Oostenrijkse Steyr-Puch ontwikkeld. Het systeem was in vergelijking met andere 4WD-systemen uit die tijd zeer geavanceerd. Het systeem bestaat uit een viscokoppeling, een centraal epicyclisch differentieel en een Torsen-differentieel aan de achterzijde. Het hele systeem staat in verbinding met het ABS en Bosch Motronic injectiesysteem. Het vermogen op de achteras is continu variabel tussen de 0 en 100%, de auto kan dus zowel volkomen voor- als vierwielaangedreven (voorwielen zijn altijd met de versnellingsbak verbonden via een conventioneel differentieel) zijn als de situatie daarom vraagt. Vermogen wordt over de aandrijfassen verdeeld afhankelijk van de snelheid, draaicirkel, motortoerental, gaspedaalpositie en ABS-parameters. De Alfa Romeo 164 Q4 is voorzien van een Getrag handgeschakelde zesversnellingsbak. 0-100 km/u gaat in 7,5 seconden, met een topsnelheid van 240 km/u.

## Brabham 164 "procar"

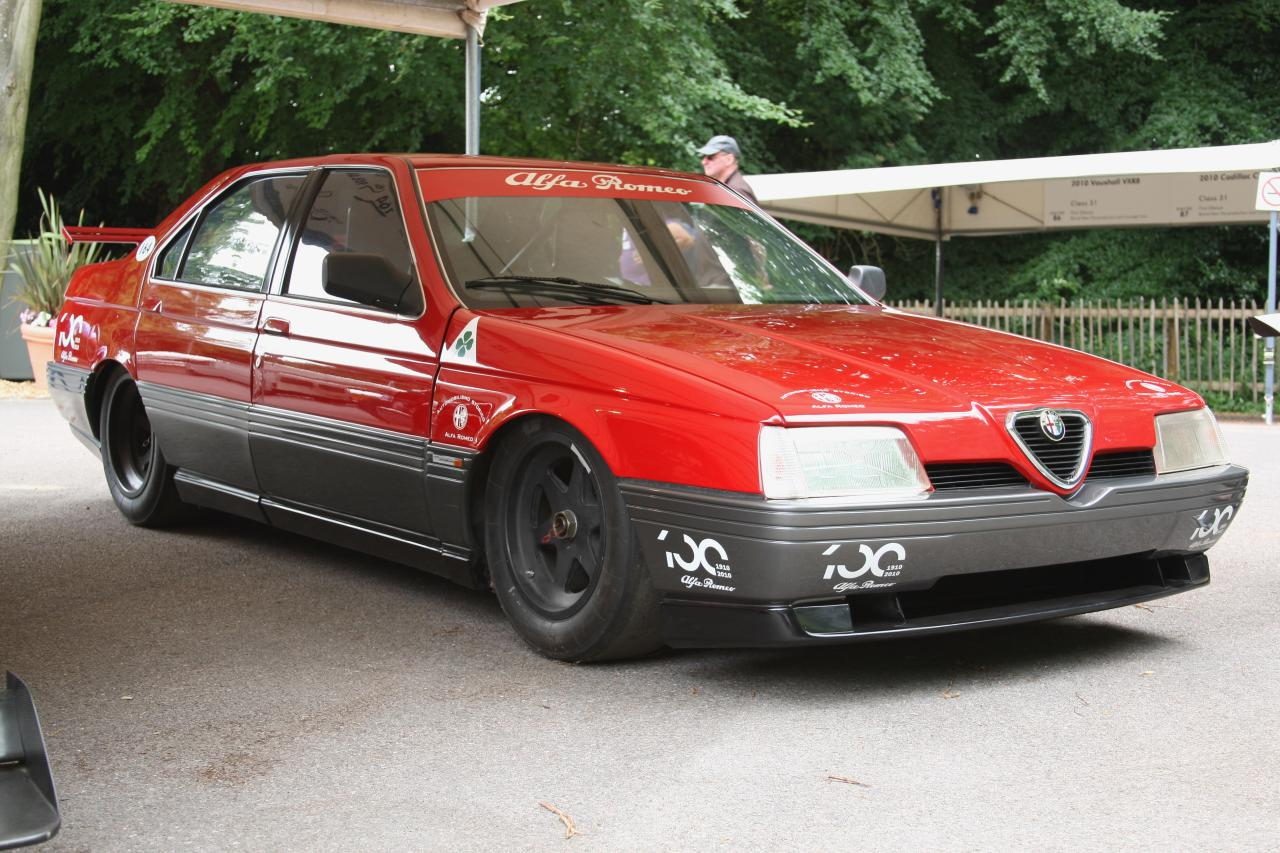
De Brabham BT57-Alfa 164 "procar"

In 1988 verkocht Bernie Ecclestone enkele componenten van zijn eigen renstal Brabham aan Alfa Romeo. Brabham nam dat seizoen geen deel aan de Formule 1, en dus zag Alfa de mogelijkheid om een zogenaamde procar te ontwikkelen: een onderhuidse race-auto verscholen onder de carrosserie van een alledaagse sedan: de 164. Deze procar kreeg een 3,5 L V10 als middenmotor die 620 pk (bij 13300 toeren/minuut) en 380 Nm (bij 9500 toeren/minuut) produceerde. Doordat deze 164 slechts 750 kg weegt was een topsnelheid van 340 km/h mogelijk en kon de kwartmijl (400 m) afgelegd worden in slechts 9,7 seconden. De sprint naar 100 km/h legde de 164 af in iets minder dan 2 seconden. Van deze 164 procar is slechts één protoype gebouwd.

## Voetnoten
1. ↑  Alfa Romeo 164 Q4 Mechanicals. Geraadpleegd op 9 oktober 2009.